# Szymon Ziółkowski
Szymon Jerzy Ziółkowski (* 1. Juli 1976 in Posen) ist ein ehemaliger polnischer Hammerwerfer. Er wurde 2000 Olympiasieger sowie 2001 und 2005 Weltmeister und zählt damit zu den erfolgreichsten Hammerwerfern aller Zeiten. Nach seiner sportlichen Karriere saß er von 2015 bis 2019 als Abgeordneter für die Platforma Obywatelska im Sejm, dem polnischen Parlament.

## Sportliche Laufbahn
Erste internationale Erfahrungen sammelte Szymon Ziółkowski im Jahr 1993 bei den Junioreneuropameisterschaften in San Sebastian, bei denen er mit einer Weite von 62,42 m den sechsten Platz belegte. Im Jahr darauf nahm er an den Juniorenweltmeisterschaften in Lissabon teil und siegte dort mit einem Wurf auf 70,44 m. Ebenfalls siegreich war er 1995 bei den Junioreneuropameisterschaften in Nyíregyháza, bei denen er sich mit 75,42 m die Goldmedaille gewann. Anschließend nahm er erstmals an den Weltmeisterschaften in Göteborg teil, schied dort aber mit 71,84 m in der Qualifikation aus, ehe er bei der Sommer-Universiade in Fukuoka mit 72,94 m den neunten Platz belegte. Im Jahr darauf qualifizierte er sich erstmals für die Teilnahme an den Olympischen Spielen in Atlanta, bei denen er auf Anhieb bis in das Finale gelangte und dort mit einem Wurf auf 76,64 m den zehnten Platz belegte.
1997 gewann er bei den U23-Europameisterschaften in Turku mit 73,68 m die Silbermedaille und musste sich dabei nur dem Weißrussen Iwan Zichan geschlagen geben. Im Jahr darauf wurde er bei den Europameisterschaften in Budapest mit 78,16 m Fünfter und 1999 schied er bei den Weltmeisterschaften in Sevilla mit 74,12 m in der Qualifikation aus. Im Jahr darauf qualifizierte er sich erneut für die Olympischen Spiele in Sydney und blieb dort mit 80,02 m im Finale als einziger Athlet über der 80-Meter-Marke und sicherte sich somit als erster Pole die Goldmedaille im olympischen Hammerwurfwettbewerb vor dem Italiener Nicola Vizzoni.
2001 siegte er bei den Spielen der Frankophonie mit einer Weite von 79,89 m und steigerte kurz darauf bei den Weltmeisterschaften in Kanada den polnischen Landesrekord auf 83,38 m und stellte damit zugleich einen neuen Meisterschaftsrekord auf und gewann damit die Goldmedaille vor dem Japaner Kōji Murofushi. Mit dieser Weite steht Ziółkowski (Stand: März 2020) auf Platz 15 der ewigen Bestenliste. Anschließend musste er sich bei den Goodwill Games in Brisbane mit 80,71 m dem Japaner Murofushi geschlagen geben und gewann die Silbermedaille. Er galt damit auch als Medaillenfavorit für die Europameisterschaften 2002 in München, schied dort aber überraschend mit 77,17 m in der Qualifikation aus. Im Jahr darauf bestritt er nur zwei Wettkämpfe, qualifizierte sich 2004 aber erneut für die Olympischen Spiele in Athen, bei denen er mit 76,17 m aber nicht bis in das Finale gelangte.
2005 gewann er bei den Weltmeisterschaften in Helsinki mit einer Weite von 79,35 m die Silbermedaille, nachdem der vor ihm liegende Athleten Iwan Zichan aus Weißrussland wegen Dopings disqualifiziert wurde. Auch der nun erstplatzierte Wadsim Dsewjatouski, ebenfalls Weißrussland, war zunächst disqualifiziert worden. Er konnte jedoch in einer dreijährigen juristischen Auseinandersetzung vor dem Internationalen Sportgerichtshof (CAS) durchsetzen, dass die Probe nicht als positiv gewertet wurde und seine Disqualifikation damit rückgängig machen. 2005 wurde Ziółkowski beim World Athletics Final in Szombathely mit 77,49 m Vierter. Im Jahr darauf wurde er bei den Europameisterschaften in Göteborg mit 78,97 m Vierter und erreichte anschließend beim World Athletics Final in Stuttgart mit 77,44 m Rang sieben. 2007 belegte er bei den Weltmeisterschaften in Osaka mit 80,09 m ebenfalls den siebten Platz und klassierte sich beim World Athletics Final in Stuttgart mit 74,54 m auf Rang acht. 2008 nahm er bereits an seinen vierten Olympischen Spielen in Peking teil und belegte dort mit 79,22 m im Finale den siebten Platz, ehe er beim World Athletics Final in Stuttgart mit 75,33 m Vierter wurde.
Die Saison 2009 verlief für Ziółkowski wieder erfolgreicher und so gewann er bei den Weltmeisterschaften in Berlin mit einer Weite von 79,30 m die Silbermedaille hinter dem Slowenen Primož Kozmus und belegte anschließend beim World Athletics Final in Thessaloniki mit 76,96 m den sechsten Platz. Im Jahr darauf erreichte er bei den Europameisterschaften in Barcelona zwar das Finale, belegte dort mit 77,99 m den fünften Platz und gewann somit erneut keine Medaille auf kontinentaler Ebene. Bei den Weltmeisterschaften 2011 im südkoreanischen Daegu erreichte er mit 77,64 m Rang sieben und 2012 gewann er dann bei den Europameisterschaften in Helsinki mit 76,67 m die Bronzemedaille hinter dem Ungarn Krisztián Pars und Alexei Sagorny aus Russland. Anschließend gelangte er bei den Olympischen Spielen in London ein weiteres Mal bis in das Finale, in dem er mit 77,10 m auf Rang sechs landete. 2013 landete er bei den Weltmeisterschaften in Moskau mit 76,84 m auf dem neunten Platz und im Jahr darauf wurde er bei den Europameisterschaften in Zürich mit 78,41 m Fünfter. Am 7. Juli 2015 bestritt er beim Gyulai István Memorial in Székesfehérvár seinen letzten Wettkampf und erreichte dort mit einem Wurf auf 67,71 m Rang zehn.
Auch auf nationaler Ebene war Ziółkowski der erfolgreichste polnische Hammerwerfer, so wurde er in den Jahren 1997, von 1999 bis 2002, von 2004 bis 2009 sowie 2011 und 2013 polnischer Meister im Hammerwurf. In der Halle ging er gelegentlich auch im Gewichtweitwurf an den Start. Er absolvierte ein Studium der Mathematik an der Adam-Mickiewicz-Universität Posen. Vom 1. Januar 2010 bis zum 31. Dezember war er zudem Mitglied im Wettbewerbsausschuss des Leichtathletikweltverbandes IAAF.

## Politische Laufbahn

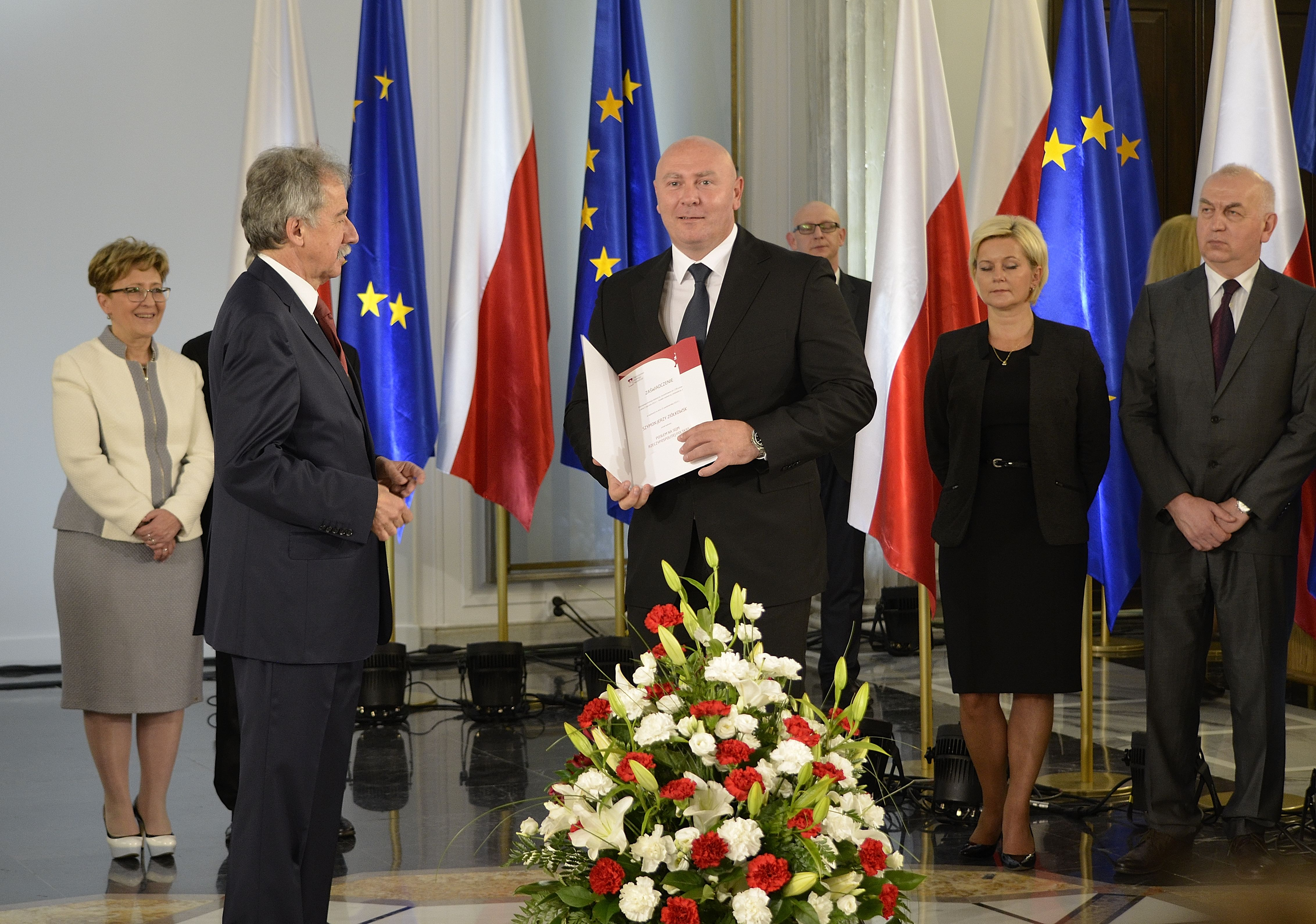
Szymon Ziółkowski im Sejm (2015)

2014 kandidierte Szymon Ziółkowski erstmals für den Regionalrat der Woiwodschaft Großpolen für die Liste von Ryszard Grobelny, dem Teraz Wielkopolska-Komitee, blieb aber erfolglos. Im Jahr darauf kandidierte er für die Platforma Obywatelska (dt. Bürgerplattform) im Bezirk Posen bei den Parlamentswahlen und gewann dort mit 29.760 Stimmen ein Mandat für den Sejm, das Parlament. Dort schied er aber nach vier Jahren wieder aus, da er bei den Parlamentswahlen 2019 mit 12.657 Stimmen einen erneuten Wiedereinzug verpasste.

## Auszeichnungen
- Orden Polonia Restituta: 2000 (Ritter), 2009 (Offizier)